# Petrell gegant antàrtic
El petrell gegant antàrtic (Macronectes giganteus) és un ocell marí de la família dels procel·làrids (Procellariidae) que habita als oceans meridionals. En gran part de la seva distribució coincideix amb el seu proper parent, el petrell gegant del nord, encara que en general arriba una mica més cap al sud. És l'espècie amb més grandària de la seva família.

## Morfologia
- Té una llargària de 86-99 cm i una envergadura de 185 - 205 cm, amb un pes d'uns 5 kg el mascle i una mica menys les femelles, el que el fa el major procel·làrid.
- El bec és molt gran amb la punta de color verd, que el diferencia del petrell gegant del nord, que la té marró. Potes marrons.
- Hi ha dues variants de color, una fosca, molt semblant al petrell gegant del nord, de color general marró grisenc molt més clar al cap, coll i gola. Altra variant molt menys abundant consisteix en un plomatge blanc gairebé pur.[1]
- Els joves tenen un color marró xocolata que va fent-se més clar a mesura que passen els anys.

## Reproducció
Arriba ala maduresa sexual als 6 - 7 anys però normalment no es reprodueix fins als deu. La seva temporada de reproducció comença a l'octubre. Al cel ras o protegit per herbes fa un niu que consisteix en un munt de molsa, herba i pedres amb una depressió al centre. Crien en colònies laxes, excepte a les Malvines, on les colònies són molt més grans.
Ponen un únic ou que coven durant 55-66 dies.

## Alimentació
S'alimenten de krill, calamars i deixalles dels vaixells, tant en aigües costaneres com mar endins, i a diferència de la majoria de la resta dels Procellariiformes, mengen carronya i ataquen petits ocells marins Els mascles expulsen les femelles de les carronyes de les que s'alimenten.

## Hàbitat i distribució
Pot ser observat tant a les costes com mar endins, en una zona que va des de l'Antàrtida a les regions subtropicals de Xile, Àfrica i Austràlia. Es reprodueix a nombroses illes de tots els oceans del sud, amb grans colònies a les Malvines, Geòrgia del Sud, Òrcades del Sud, illa de Los Estados, Shetland del Sud, illa Heard, illa Macquarie, illes del Príncep Eduard, Crozet i altres, a més d'alguns indrets del continent Antàrtic.